# Biopterine
Biopterine is een organische verbinding die betrokken is bij de stofwisseling van vele diersoorten en sommige bacteriën en schimmels, voornamelijk in de vorm van twee cofactors: dihydrobiopterine (BH2) en tetrahydrobiopterine (BH4). Dihydrobiopterine is betrokken bij de synthese van een aantal neurotransmitters waaronder dopamine, serotonine, adrenaline en guanosine in de lever en de nieren. Tetrahydrobiopterine is onder andere betrokken bij de omzetting van fenylalanine in tyrosine door middel van het enzym 4-fenylalaninehydroxylase.